# Апчас
Апчас — річка в Краснодарському краї Росії. Бере початок на північно-східних схилах хребта Котх.
Перетинає селища Транспортний і Промисловий, Кутаїс, селище Чорноморський і Хадиженську трасу.
Впадає в Краснодарське водосховище, біля селища Нечерезій (Адигея). Раніше річка називалася Пчас, що в перекладі означає «листя», «сад» (адиг.).